# アンドリュー・ウェザオール
アンドリュー・ウェザオール（Andrew Weatherall、1963年4月6日 - 2020年2月17日）は、イギリスのDJ、音楽プロデューサー、テクノ・ミュージシャン。

## 概要
ウィンザー出身。サッカー雑誌の編集者として音楽コーナーを担当したことからキャリアをスタートさせたウェザオールは、クリエイション・レコーズのアラン・マッギーの紹介で出合ったプライマル・スクリームの初期の曲「アイム・ルージング・モア・ザン・アイル・エヴァー・ハヴ」をリミックスすることになり、ウェザオールの手によって再分解され、全く新たなサウンドとして生まれ変わった曲は、1990年に「ローデッド」と名前を変え再びリリースされると大ヒットを記録。マンチェスター・ムーブメントを代表する楽曲となった。プライマル・スクリームの1991年発売の大ヒット・アルバム『スクリーマデリカ』のプロデュースも担当する。
そしてウェザオールがテリー・ファーリー、ピート・ヘラーと共に興したダンスレーベル「Junior Boy's Own」レーベル（現在はV2レコードに吸収）からは、ケミカル・ブラザーズ、アンダーワールドを輩出している。自らが表舞台に立つことはなかったが、ウェザオールの活動は現在のテクノ・シーンに大きな影響を残した。
その他、ベス・オートン、ドット・アリソン（ワン・ダヴ)、ファック・ボタンズの作品にプロデューサーとして参加した。プロデュース以外ではビョーク、ニュー・オーダー、ハッピー・マンデーズ、マイ・ブラッディ・ヴァレンタイン、バナナラマ、セイント・エティエンヌ、ジェイムスなど多数のアーティスト、バンドの楽曲のリミックスを行っている。そしてワープ・レコーズと契約し、セイバーズ・オブ・パラダイスとして活動を始めたウェザオールは、その後に流行することになるトリップ・ホップ・ムーブメントを先取りした作品をリリース。そして時代が彼に追いつき、いよいよという段階の時に突如、セイバーズ・オブ・パラダイスの活動を停止した（理由は付き合っていた彼女と別れたことによる失恋や、自身がビッグスターになるのを拒絶したことによるとも言われている）。
その後、相棒キース・テニスウッドと共にトゥ・ローン・スウォーズメンを開始し、ワープ・レコーズ、そして自身が主宰するロッターズ・ゴルフ・クラブから作品をリリースしている。
2020年2月17日、ロンドンにて肺血栓塞栓症で逝去。

## ディスコグラフィ
このリストは、ウェザオールが直接手掛けた作品による。

### スタジオ・アルバム
- 『ア・ポックス・オン・ザ・パイオニアーズ』 - A Pox on the Pioneers (2009年)
- 『ルールド・バイ・パッション，デストロイド・バイ・ラスト』 - Ruled by Passion, Destroyed by Lust (2013年、Rotters Golf Club) ※ジ・アスフォデルス名義。with ティモシー・J・フェアプレイ[4]
- The Phoenix Suburb (and Other Stories) (2015年) ※The Woodleigh Research Facility名義。with ニナ・ウォルシュ
- 『コンヴェナンザ』 - Convenanza (2021)年、Rotters Golf Club)[5]
- 『クオリア』 - Qualia (2017年)

### コンピレーション・アルバム
- Nine O'Clock Drop (2000年)
- Machine Funk Specialists (2002年)
- 『フロム・ザ・バンカー』 - From the Bunker (2004年)
- Fabric 19 (2004年)
- Sci-Fi-Lo-Fi Vol. 1 (2007年)
- Watch the Ride (2008年)
- Andrew Weatherall vs the Boardroom (2008年)
- Andrew Weatherall vs the Boardroom Volume 2 (2009年)
- 『マスターピース』 - Masterpiece (2012年)
- Consolamentum (2016年)

### EP
- 『ザ・バレット・キャッチャーズ・アプレンティス』 - The Bullet Catcher's Apprentice (2006年)
- Kiyadub EP (2017年)
- Merry Mithrasmas EP (2017年)
- Blue Bullet EP (2018年)

### シングル
- "Unknown Plunderer" / "End Times Sound" (2020年)